# 磐田スポーツ交流の里・ゆめりあ
磐田スポーツ交流の里・ゆめりあ（いわたスポーツこうりゅうのさと・ゆめりあ）は、静岡県磐田市の市営スポーツ施設である。運営管理は財団法人磐田市振興公社が行っている。

## 概要
2002 FIFAワールドカップ、NEW!!わかふじ国体（2003年）の開催を記念し、サッカー日本代表の練習拠点と、国体のサッカー競技開催を目的に建設された。
現在は日本女子サッカーリーグに所属する静岡産業大学磐田ボニータがホームゲームを開催する他、近接地にヤマハ大久保グラウンドがあるジュビロ磐田の練習グラウンドとしても使用されている。また、各種市民大会などにも利用されている。2007年にはなでしこジャパンもキャンプを行った。2014年までは全日本高等学校女子サッカー選手権大会の試合会場にもなっていた。
2021年には、JFL・FC刈谷が公式戦を行った。

## 施設概要

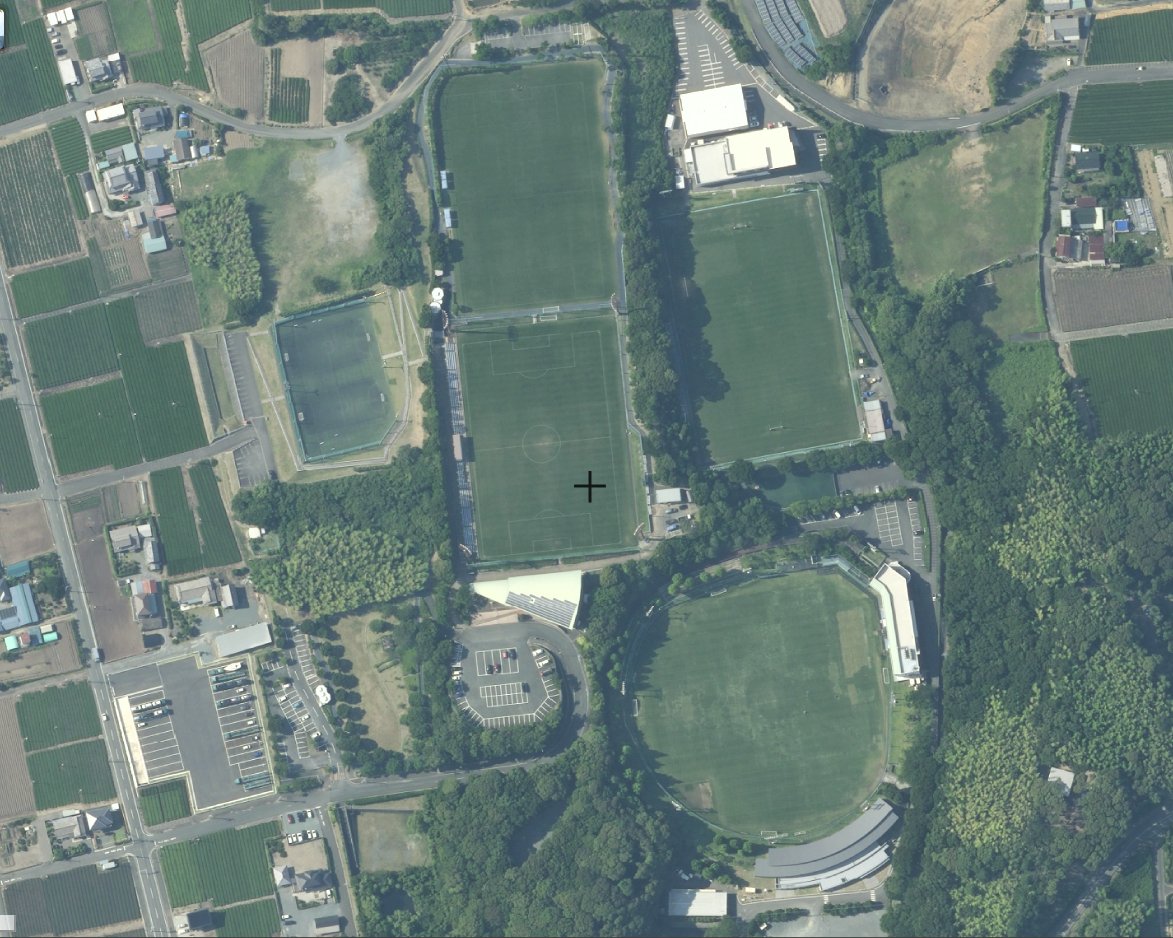
2020年撮影

- 天然芝球技場2面（サッカー場、多目的グラウンド各1面ずつ。サッカー場にはスタンド、ナイター照明塔が併設されている）
- 芝生広場
- ジョギングコース

## 交通
バス
- JR東海道本線 磐田駅下車、バスターミナル2番乗り場より、遠鉄バス「磐田市立病院」行で「ゆめりあ入口」バス停下車[3]。

自動車
- 東名高速道路・磐田インターチェンジから3分[3]（北へ900メートル[1]）。
- 磐田バイパス・見付インターチェンジから5分[3]。